# Puchar Niemiec w piłce ręcznej mężczyzn (2008/2009)
Puchar Niemiec piłkarzy ręcznych 2008/2009 - 34. sezon rozgrywek o Puchar Niemiec (DHB-Pokal) w piłce ręcznej mężczyzn. Final four odbył się w dniach 9 - 10 maja 2009 roku w Hamburgu, w Color Line Arena, z udziałem 4 najlepszych niemieckich drużyn. Zdobywca pucharu okazała się drużyna THW Kiel.
W 1. i 2. rundzie rywalizowały ze sobą drużyny z Regionalligi i 2. Bundesligi, podzielonej na Północ i Południe. Zwycięzcy awansowali do 3. rundy, od której rozgrywki zaczynał drużyny z Bundesligi.

## 1/8 finału
| Drużyna 1                 | Wynik | Drużyna 2            |
| ------------------------- | ----- | -------------------- |
| SG Flensburg-Handewitt    | 26:27 | Rhein-Neckar Löwen   |
| 1. SV Concordia Delitzsch | 25:38 | HSG Nordhorn-Lingen  |
| HSV Hamburg               | 41:25 | ASV Hamm             |
| HSG Wetzlar               | 36:24 | Dessau-Roßlauer HV   |
| TuS Nettelstedt-Lübbecke  | 18:27 | VfL Gummersbach      |
| TSV GWD Minden            | 33:27 | ThSV Eisenach        |
| TBV Lemgo II              | 25:30 | HSG Düsseldorf       |
| THW Kiel                  | 35:23 | Frisch Auf Göppingen |

## 1/4 finału
| Drużyna 1          | Wynik | Drużyna 2           |
| ------------------ | ----- | ------------------- |
| Rhein-Neckar Löwen | 40:32 | HSG Düsseldorf      |
| VfL Gummersbach    | 25:24 | HSG Nordhorn-Lingen |
| TSV GWD Minden     | 18:24 | HSV Hamburg         |
| HSG Wetzlar        | 23:31 | THW Kiel            |

## Final Four
|  |                    |                    |                 |                 |    |          |          |       |
|  | Półfinały          | Półfinały          | Półfinały       |                 |    | Finał    | Finał    | Finał |
|  | Półfinały          | Półfinały          | Półfinały       |                 |    | Finał    | Finał    | Finał |
|  |                    |                    |                 |                 |    |          |          |       |
|  |                    |                    |                 |                 |    |          |          |       |
|  | HSV Hamburg        | HSV Hamburg        | 27              |                 |    |          |          |       |
|  | HSV Hamburg        | HSV Hamburg        | 27              |                 |    |          |          |       |
|  | VfL Gummersbach    | VfL Gummersbach    | 35              |                 |    |          |          |       |
|  | VfL Gummersbach    | VfL Gummersbach    | 35              |                 |    | THW Kiel | THW Kiel | 30    |
|  |                    |                    |                 |                 |    | THW Kiel | THW Kiel | 30    |
|  |                    |                    | VfL Gummersbach | VfL Gummersbach | 24 |          |          |       |
|  | THW Kiel           | THW Kiel           | VfL Gummersbach | VfL Gummersbach | 24 | 36       |          |       |
|  | THW Kiel           | THW Kiel           |                 |                 |    |          |          |       |
|  | Rhein-Neckar Löwen | Rhein-Neckar Löwen | 35              |                 |    |          |          |       |
|  | Rhein-Neckar Löwen | Rhein-Neckar Löwen | 35              |                 |    |          |          |       |
|  |                    |                    |                 |                 |    |          |          |       |